# Eucalantica
Eucalantica é um gênero de mariposa pertencente à família Acrolepiidae.